# Spojené státy americké na Letních olympijských hrách 1972
Spojené státy americké na Letních olympijských hrách v roce 1972 v německém Mnichově reprezentovalo 400 sportovců, z toho 84 žen a 316 mužů, ve 21 sportech.

## Medailisté
| Medaile | Jméno | Sport             | Soutěž                                                    |
| ------- | --- | ----------------- | --------------------------------------------------------- |
| Zlato   | Doreen Wilber | Lukostřelba       | Ženy jednotlivci                                          |
| Zlato   | John Williams | Lukostřelba       | Muži jednotlivci                                          |
| Zlato   | Vincent Matthews | Atletika          | Muži 400 m                                                |
| Zlato   | Dave Wottle | Atletika          | Muži 800 m                                                |
| Zlato   | Frank Shorter | Atletika          | Muži marathon                                             |
| Zlato   | Rod Milburn | Atletika          | Muži 110 m překážek                                       |
| Zlato   | Larry Black Eddie Hart Robert Taylor Gerald Tinker | Atletika          | Muži štafeta 4 × 100 m                                    |
| Zlato   | Randy Williams | Atletika          | Muži skok daleký                                          |
| Zlato   | Ray Seales | Box               | Muži velterová váha do 63,5 kg                            |
| Zlato   | Maxine Joyce King | Skoky do vody     | Ženy prkno 3 m                                            |
| Zlato   | John Writer | Sportovní střelba | Muži 50 metrů libovolná malorážka 3×40 ran polohový závod |
| Zlato   | Lones Wigger | Sportovní střelba | Muži 300 metrů rifle tři pozice                           |
| Zlato   | Mark Spitz | Plavání           | Muži 100 m volný způsob                                   |
| Zlato   | Mark Spitz | Plavání           | Muži 200 m volný způsob                                   |
| Zlato   | Mark Spitz | Plavání           | Muži 100 m motýlek                                        |
| Zlato   | Mark Spitz | Plavání           | Muži 200 m motýlek                                        |
| Zlato   | Mike Burton | Plavání           | Muži 1500 m volný způsob                                  |
| Zlato   | John Hencken | Plavání           | Muži 200 m prsa                                           |
| Zlato   | David Edgar Jerry Heidenreich John Murphy Mark Spitz | Plavání           | Muži štafeta 4 × 100 m volný způsob                       |
| Zlato   | Steve Genter John Kinsella Fred Tyler Mark Spitz | Plavání           | Muži štafeta 4 × 200 m volný způsob                       |
| Zlato   | Tom Bruce Jerry Heidenreich Mike Stamm Mark Spitz | Plavání           | Muži štafeta 4 × 100 m polohový závod                     |
| Zlato   | Sandy Neilson | Plavání           | Ženy 100 m volný způsob                                   |
| Zlato   | Keena Rothhammer | Plavání           | Ženy 800 m volný způsob                                   |
| Zlato   | Melissa Belote | Plavání           | Ženy 100 m znak                                           |
| Zlato   | Melissa Belote | Plavání           | Ženy 200 m znak                                           |
| Zlato   | Cathy Carr | Plavání           | Ženy 100 m prsa                                           |
| Zlato   | Karen Moe | Plavání           | Ženy 200 m motýlek                                        |
| Zlato   | Shirley Babashoff Jane Barkman Jenny Kemp Sandy Neilson | Plavání           | Ženy štafeta 4 × 100 m volný způsob                       |
| Zlato   | Melissa Belote Cathy Carr Deena Deardurff Sandy Neilson | Plavání           | Ženy štafeta 4 × 100 m polohový závod                     |
| Zlato   | Dan Gable | Zápas             | Muži volný styl do 68 kg                                  |
| Zlato   | Wayne Wells | Zápas             | Muži volný styl do 74 kg                                  |
| Zlato   | Benjamin Peterson | Zápas             | Muži volný styl do 90 kg                                  |
| Zlato   | William Allen William Bentsen Harry Melges | Jachting          | Muži třída Soling                                         |
| Stříbro | Robert Taylor | Atletika          | Muži 100 m                                                |
| Stříbro | Wayne Collett | Atletika          | Muži 400 m                                                |
| Stříbro | Ralph Mann | Atletika          | Muži 400 m překážek                                       |
| Stříbro | Bob Seagren | Atletika          | Muži skok o tyči                                          |
| Stříbro | George Woods | Atletika          | Muži vrh koulí                                            |
| Stříbro | Jay Silvester | Atletika          | Muži hod diskem                                           |
| Stříbro | Mable Fergersonová Kathy Hammondová Madeline Manningová Cheryl Toussaintová                                                                                           | Atletika          | Ženy štafeta 4 × 400 m                                    |
| Stříbro | Michael Bantom James Brewer Tommy Burleson Doug Collins Kenneth Davis James Forbes Thomas Henderson Dwight Jones Robert Jones Kevin Joyce Tom McMillen Edward Ratleff | Basketbal         | Turnaj mužů                                               |
| Stříbro | Richard Rydze | Skoky do vody     | Muži věž 10 m                                             |
| Stříbro | Bruce Davidson Kevin Freeman Michael Plumb James Wofford | Jezdectví         | Jezdecká všestrannost - družstva                          |
| Stříbro | Frank Chapot Kathryn Kusner Neal Shapiro William Steinkraus | Jezdectví         | Parkurové skákání - družstva                              |
| Stříbro | Eugene Clapp Fritz Hobbs William Hobbs Paul Hoffman John Livingston Michael Livingston Timothy Mickelson Peter Raymond Lawrence Terry                                 | Veslování         | Muži osmiveslice                                          |
| Stříbro | Victor Auer | Sportovní střelba | Muži 50 metrů libovolná malorážka 60 ran vleže            |
| Stříbro | Lanny Bassham | Sportovní střelba | Muži 50 metrů libovolná malorážka 3×40 ran polohový závod |
| Stříbro | Jerry Heidenreich | Plavání           | Muži 100 m volný způsob                                   |
| Stříbro | Steve Genter | Plavání           | Muži 200 m volný způsob                                   |
| Stříbro | Steve Genter | Plavání           | Muži 400 m volný způsob                                   |
| Stříbro | Mike Stamm | Plavání           | Muži 100 m znak                                           |
| Stříbro | Mike Stamm | Plavání           | Muži 200 m znak                                           |
| Stříbro | Tom Bruce | Plavání           | Muži 100 m prsa                                           |
| Stříbro | Gary Hall, Sr. | Plavání           | Muži 200 m motýlek                                        |
| Stříbro | Tim McKee | Plavání           | Muži 200 m polohový závod                                 |
| Stříbro | Tim McKee | Plavání           | Muži 400 m polohový závod                                 |
| Stříbro | Shirley Babashoff | Plavání           | Ženy 100 m volný způsob                                   |
| Stříbro | Shirley Babashoff | Plavání           | Ženy 200 m volný způsob                                   |
| Stříbro | Susie Atwood | Plavání           | Ženy 200 m znak                                           |
| Stříbro | Dana Schoenfield | Plavání           | Ženy 200 m prsa                                           |
| Stříbro | Lynn Colella | Plavání           | Ženy 200 m motýlek                                        |
| Stříbro | Richard Sanders | Zápas             | Muži volný styl do 57 kg                                  |
| Stříbro | John Peterson | Zápas             | Muži volný styl do 82 kg                                  |
| Bronz   | Craig Lincoln | Skoky do vody     | Muži prkno 3 m                                            |
| Bronz   | Thomas Hill | Atletika          | Muži 110 m překážek                                       |
| Bronz   | Larry Young | Atletika          | Muži chůze 50 km                                          |
| Bronz   | Dwight Stones | Atletika          | Muži skok vysoký                                          |
| Bronz   | Jan Johnson | Atletika          | Muži skok o tyči                                          |
| Bronz   | Arnie Robinson | Atletika          | Muži skok daleký                                          |
| Bronz   | Bill Schmidt | Atletika          | Muži hod oštěpem                                          |
| Bronz   | Kathy Hammondová | Atletika          | Ženy 400 m                                                |
| Bronz   | Kate Schmidtová | Atletika          | Ženy hod oštěpem                                          |
| Bronz   | Ricardo Carreras | Box               | Muži váha bantamová do 54 kg                              |
| Bronz   | Jesse Valdez | Box               | Muži váha lehká střední do 67 kg                          |
| Bronz   | Marvin Johnson | Box               | Muži váha střední do 75 kg                                |
| Bronz   | James McEwan | Kanoistika        | Muži C1 slalom                                            |
| Bronz   | Neal Shapiro | Jezdectví         | Parkurové skákání - jednotlivci                           |
| Bronz   | Tom McBreen | Plavání           | Muži 400 m volný způsob                                   |
| Bronz   | Doug Northway | Plavání           | Muži 1500 m volný způsob                                  |
| Bronz   | John Murphy | Plavání           | Muži 100 m znak                                           |
| Bronz   | Mitch Ivey | Plavání           | Muži 200 m znak                                           |
| Bronz   | John Hencken | Plavání           | Muži 100 m prsa                                           |
| Bronz   | Jerry Heidenreich | Plavání           | Muži 100 m motýlek                                        |
| Bronz   | Robin Backhaus | Plavání           | Muži 200 m motýlek                                        |
| Bronz   | Steve Furniss | Plavání           | Muži 200 m polohový závod                                 |
| Bronz   | Keena Rothhammer | Plavání           | Ženy 200 m volný způsob                                   |
| Bronz   | Susie Atwood | Plavání           | Ženy 100 m znak                                           |
| Bronz   | Ellie Daniel | Plavání           | Ženy 200 m motýlek                                        |
| Bronz   | Lynn Vidali | Plavání           | Ženy 200 m polohový závod                                 |
| Bronz   | Peter Asch Steven Barnett Bruce Bradley Stanley Cole James Ferguson Eric Lindroth John Parker Gary Sheerer James Slatton Russell Webb Barry Weitzenberg               | Vodní pólo        | Turnaj mužů                                               |
| Bronz   | Chris Taylor | Zápas             | Muži volný styl nad 100 kg                                |
| Bronz   | Donald Cohan Charles Horter John Marshall | Jachting          | Muži třída Dragon                                         |
| Bronz   | Peter Dean Glen Foster | Jachting          | Muži třída Tempest                                        |